# Coppa d'Asia 2010 (calcio femminile)
La Coppa d'Asia femminile 2010, nota anche come 2010 AFC Women's Asian Cup, è stata la diciassettesima edizione della massima competizione asiatica di calcio femminile, organizzata con cadenza, da questa edizione, quadriennale, dalla Asian Football Confederation (AFC). Il torneo, che nella sua fase finale ha visto confrontarsi otto nazionali, si è disputato in Cina, interamente a Chengdu, dal 19 al 30 maggio 2010.
Il torneo ha avuto valenza anche di qualificazione al campionato mondiale di Germania 2011, al quale si sono qualificate direttamente le prime tre classificate.
Il torneo è stato vinto per la prima volta dall'Australia che in finale ha superato le campionesse asiatiche in carica della Corea del Nord ai calci di rigore dopo che i tempi regolamentari si erano chiusi in parità con una rete per parte.

## Qualificazioni
Al torneo sono ammesse direttamente senza passare attraverso le qualificazioni le prime cinque squadre dell'edizione 2008, Corea del Nord, Cina Giappone, Australia e Corea del Sud. Le restanti tre squadre sono ammesse attraverso le qualificazioni, che si sono svolte, nella loro seconda fase, dal 4 al 14 luglio 2009. Le 9 delle 12 iniziali squadre partecipanti alle qualificazioni sono state sorteggiate in tre gironi da 3 squadre. Le prime qualificate nei tre gironi sono state ammesse alla fase finale del torneo.

## Squadre partecipanti
| Pr. | Squadra        | Data di qualificazione certa | Partecipante in quanto                            | Ultima presenza |
| --- | -------------- | ---------------------------- | ------------------------------------------------- | --------------- |
| 1   | Corea del Nord | 1º giugno 2008               | Campione dell'edizione 2008                       | Vietnam 2008    |
| 2   | Cina           | 1º giugno 2008               | Seconda nell'edizione 2008                        | Vietnam 2008    |
| 3   | Giappone       | 2 giugno 2008                | Terza nell'edizione 2008                          | Vietnam 2008    |
| 4   | Australia      | 2 giugno 2008                | Quarta nell'edizione 2008                         | Vietnam 2008    |
| 5   | Corea del Sud  | 2 giugno 2008                | Quinta nell'edizione 2008                         | Vietnam 2008    |
| 6   | Birmania       | 14 luglio 2009               | Prima classificata nel gruppo A di qualificazione | Australia 2006  |
| 7   | Thailandia     | 8 luglio 2009                | Prima classificata nel gruppo B di qualificazione | Vietnam 2008    |
| 8   | Vietnam        | 8 luglio 2009                | Prima classificata nel gruppo C di qualificazione | Vietnam 2008    |

## Fase a gironi

### Gruppo A

#### Classifica
| Pos. | Squadra        | Pt | G | V | N | P | GF | GS | DR  |
| ---- | -------------- | -- | - | - | - | - | -- | -- | --- |
| 1.   | Giappone       | 9  | 3 | 3 | 0 | 0 | 14 | 1  | +13 |
| 2.   | Corea del Nord | 6  | 3 | 2 | 0 | 1 | 6  | 2  | +4  |
| 3.   | Thailandia     | 3  | 3 | 1 | 0 | 2 | 2  | 7  | -5  |
| 4.   | Birmania       | 0  | 3 | 0 | 0 | 3 | 0  | 12 | -12 |

#### Risultati
| Arbitro: | Bentla D'Coth |

|                                               |           |  |
| Jon Myong-hwa 1’ Kim Yong-ae 2’ Jo Yun-mi 73’ | Marcatori |  |

| Arbitro: | Hong Eun-ah |

|                                                                                              |           |  |
| Iwashimizu 4’ Sawa 10’, 71’ Yamaguchi 28’ (rig.), 60’ Sameshima 50’ Miyama 54’ Kamionobe 85’ | Marcatori |  |

| Arbitro: | Bentla D'Coth |

|  |           |                                             |
|  | Marcatori | 28’ Takase 42’ Nakano 45+3’ Utsugi 55’ Andō |

| Arbitro: | Wang Jia |

|  |           |                               |
|  | Marcatori | 17’ Yun Song-mi 84’ Jo Yun-mi |

| Arbitro: | Hong Eun-ah |

|               |           |                             |
| Ra Un-sim 70’ | Marcatori | 4’ (rig.) Andō 14’ Nagasato |

| Arbitro: | Wang Jia |

|  |           |                        |
|  | Marcatori | 15’ Junpen 89’ Waranya |

### Gruppo B

#### Classifica
| Pos. | Squadra       | Pt | G | V | N | P | GF | GS | DR  |
| ---- | ------------- | -- | - | - | - | - | -- | -- | --- |
| 1.   | Cina          | 7  | 3 | 2 | 1 | 0 | 6  | 0  | +6  |
| 2.   | Australia     | 6  | 3 | 2 | 0 | 1 | 5  | 2  | +3  |
| 3.   | Corea del Sud | 4  | 3 | 1 | 1 | 1 | 6  | 3  | +3  |
| 4.   | Vietnam       | 0  | 3 | 0 | 0 | 3 | 0  | 12 | -12 |

#### Risultati
| Arbitro: | Ri Hyang-ok |

|                                |           |  |
| Khamis 29’ Ledbrook 51’ (rig.) | Marcatori |  |

| Chengdu 19 maggio 2010, ore 19:30 | Cina              | 0 – 0 referto | Corea del Sud | Chengdu Sports Centre (15 000 spett.)\| Arbitro: \| Pannipar Kamnueng \| |
| Arbitro:                          | Pannipar Kamnueng |               |               |                                                                          |

| Arbitro: | Sachiko Yamagishi |

|                 |           |                                   |
| Kang Sun-mi 71’ | Marcatori | 52’ Carroll 59’ De Vanna 66’ Kerr |

| Arbitro: | Semaksuk Praew |

|  |           |                                                                           |
|  | Marcatori | 8’ Li Danyang 12’ Yuan Fan 37’ Zhang Rui 45+1’ (rig.) Bi Yan 51’ Han Duan |

| Arbitro: | Sachiko Yamagishi |

|              |           |  |
| Zhang Rui 9’ | Marcatori |  |

| Arbitro: | Ri Hyang-ok |

|  |           |                                                           |
|  | Marcatori | 20’, 21’, 66’ Yoo Young-a 28’ Cha Yun-hee 36’ Jung Hye-in |

## Fase a eliminazione diretta

### Tabellone
|  | Semifinali | Semifinali           | Semifinali           |                      |           | Finale          | Finale          | Finale          |  |
|  |            |                      |                      |                      |           |                 |                 |                 |  |
|  | 1A         | Giappone             | 0                    |                      |           |                 |                 |                 |  |
|  | 1A         | Giappone             | 0                    |                      |           |                 |                 |                 |  |
|  | 2B         | Australia            | 1                    |                      |           |                 |                 |                 |  |
|  | 2B         | Australia            | 1                    |                      | Australia | Australia       | 1 (4)           |                 |  |
|  |            |                      |                      |                      | Australia | Australia       | 1 (4)           |                 |  |
|  |            |                      | Corea del Nord (dtr) | Corea del Nord (dtr) | 1 (5)     |                 |                 |                 |  |
|  | 1B         | Cina                 | Corea del Nord (dtr) | Corea del Nord (dtr) | 1 (5)     | 0               |                 |                 |  |
|  | 1B         | Cina                 |                      |                      |           | 0               |                 |                 |  |
|  | 2A         | Corea del Nord (dts) | 1                    |                      |           | Finale 3º posto | Finale 3º posto | Finale 3º posto |  |
|  | 2A         | Corea del Nord (dts) | 1                    |                      |           |                 |                 |                 |  |
|  |            |                      |                      |                      |           |                 |                 |                 |  |
|  |            |                      |                      |                      |           | Giappone        | Giappone        | 2               |  |
|  |            |                      |                      |                      |           | Giappone        | Giappone        | 2               |  |
|  |            |                      |                      |                      |           | Cina            | Cina            | 0               |  |

### Semifinali
| Arbitro: | Pannipar Kamnueng |

|  |           |            |
|  | Marcatori | 45+1’ Gill |

| Arbitro: | Semaksuk Praew |

|  |           |                    |
|  | Marcatori | 109’ Kim Kyong-hwa |

### Finale terzo posto
| Arbitro: | Hong Eun-ah |

|                   |           |  |
| Andō 18’ Sawa 62’ | Marcatori |  |

### Finale
| Arbitro: | Sachiko Yamagichi |

|                                      |                      |                                                             |
| Kerr 19’                             | Marcatori            | 73’ Jo Yun-mi                                               |
| Shipard Ledbrook Gill Garriock Simon | Tiri di rigore 5 – 4 | Jo Yun-mi Yun Song-mi Choe Yong-sim Yu Jong-hui Mun Chol-mi |

## Statistiche

### Classifica marcatrici
3 reti
- Jo Yun-mi
- Yoo Young-a

- Kozue Andō (1 rig.)
- Homare Sawa

2 reti
- Samantha Kerr
- Zhang Rui

- Mami Yamaguchi (1 rig.)

1 rete
- Kate Gill
- Kim Carroll
- Kylie Ledbrook (1 rig.)
- Leena Khamis
- Lisa De Vanna
- Bi Yan (1 rig.)
- Han Duan
- Li Danyang
- Yuan Fan

- Aya Miyama
- Aya Sameshima
- Azusa Iwashimizu
- Manami Nakano
- Megumi Kamionobe
- Megumi Takase
- Rumi Utsugi
- Yūki Nagasato
- Cha Yun-hee

- Jung Hye-in
- Kang Sun-mi
- Jon Myong-hwa
- Kim Kyong-hwa
- Kim Yong-ae
- Ra Un-sim
- Yun Song-mi
- Junpen Seesraum
- Waranya Chaikantree